# Partido Socialista Democrático Filipino
El Partido Socialista Democrático Filipino (PSDF) (en tagalo: Partido Demokratiko Sosyalista ng Pilipinas, lit. 'Partido Democrático Socialista de Filipinas'; en inglés: Philippine Democratic Socialist Party o PDSP) es un partido político socialdemócrata de Filipinas, miembro de la Internacional Socialista.
En las elecciones del 14 de mayo de 2007, el PSDF obtuvo 3 escaños de 235 en la cámara baja.

## Historia
El partido fue fundado el 1 de mayo de 1973, y jugó un rol importante en la difícil tarea de implantar políticas más económicamente justas y democráticas, opuestas a las de Ferdinand Marcos, y al marxismo–leninismo–maoísmo. Tuvo mucha importancia durante la primera revolución EDSA, en 1986.